# Station Avignon TGV
Station Avignon TGV is een spoorwegstation geopend in 2001 in de Franse gemeente Avignon, die aan de LGV Méditerranée ligt.

## Geschiedenis
Tijdens het maken van de plannen voor de LGV Méditerranée was het de bedoeling dat Nîmes en Avignon een gezamenlijk station zouden krijgen, vanwege de korte afstand tussen de beide plaatsen. Dit plan werd geschrapt, omdat de beide plaatsen groot genoeg zijn voor een eigen station. De locatie aangewezen voor het station verplaatste daarmee van Pujaut naar het schiereiland Courtine, bij Avignon. De bouw begon op 15 juni 1999 en het station opende op 22 juni 2001.
Hoewel oorspronkelijk voorzien in de plannen voor het station, is er bij de opening van het station geen aansluiting gecreëerd op het oude spoornet, waardoor reizigers naar de stad Avignon een stadsbus moesten nemen of eigen vervoer moesten regelen. Na discussies om deze aansluiting alsnog aan te leggen (genoemd de "virgule", of komma in het Frans) is in 2011 begonnen met de bouw ervan. De aansluiting opende op 15 december 2013. Sindsdien kunnen TER-treinen aansluiting geven naar het spoorstation in de stad.

## Architectuur

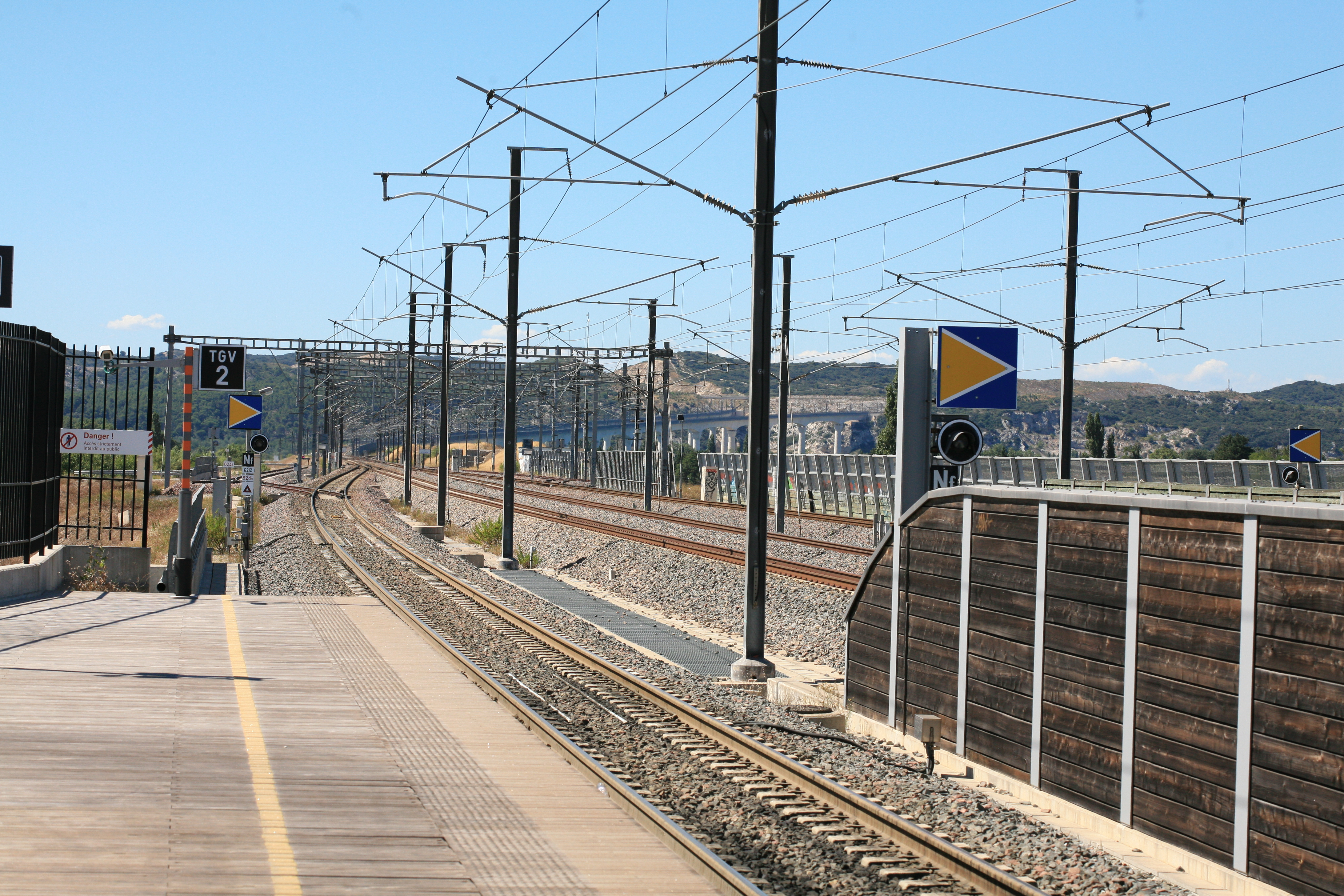
Zicht ten noorden van het station.

Het stationsgebouw van het station heeft de vorm van een uitgerekte omgekeerde romp van een boot. Het geheel heeft een lengte van 350 meter en is 14,5 meter hoog. Voor het interieur is gebruikgemaakt van materialen als glas, hout en staal. De perrons liggen hoger dan de vloer van het stationsgebouw, omdat de LGV Méditerranée ten noorden van het station met een groot viaduct de Rhône oversteekt.

## Ligging
Het station ligt op kilometerpunt 625,162 van de LGV Méditerranée (nulpunt in Combs-la-Ville, bij Parijs). Vlak ten noorden van het station ligt Le triangle des Angles, een spoorwegdriehoek, alwaar een aftakking van de LGV Méditerranée naar Nîmes en Montpellier begint.

## Treindienst
| Serie           | Treinsoort          | Route | Bijzonderheden |
| --------------- | ------------------- | --- | --- |
| TGV 5000        | TGV (SNCF)          | [ Marseille-Saint-Charles – Avignon TGV – ] / [ Montpellier-Saint-Roch – ] Lyon-Part-Dieu – Aéroport Charles-de-Gaulle 2 TGV – Lille-Europe | |
| TGV 5300        | TGV (SNCF)          | [ [ [ Nantes – Angers-Saint-Laud – [ Saumur – Saint-Pierre-des-Corps – ] / [ Le Mans – ] ] / [ Rennes – Le Mans – ] Massy TGV – ] ] / [ Le Havre – Rouen-Rive-Droite – Mantes-la-Jolie – Versailles-Chantiers – Massy-Palaiseau – ] Lyon-Part-Dieu – [ Lyon-Perrache ] / [ Valence-Rhône-Alpes-Sud TGV – [ Nîmes-Pont-du-Gard – Montpellier-Sud-de-France ] / [ Nîmes – Montpellier-Saint-Roch ] / [ Avignon TGV – Aix-en-Provence TGV – Marseille-Saint-Charles ] ] | |
| TGV 6100        | TGV (SNCF)          | Paris-Lyon – Lyon-Saint-Exupéry TGV – Valence-Rhône-Alpes-Sud TGV – Avignon TGV – Aix-en-Provence TGV – [ Marseille-Saint-Charles ] / [ Toulon – Hyeres ] | Een trein via Lyon-Saint-Exupéry, een trein via Valence TGV, een trein naar Hyeres.                                                                      |
| TGV 6160        | TGV (SNCF)          | Paris-Lyon – Valence-Rhône-Alpes-Sud TGV – Avignon TGV – Aix-en-Provence TGV – Marseille-Saint-Charles – Toulon – Les Arcs - Draguignan – Saint-Raphaël-Valescure – Cannes – Antibes – Nice-Ville – Monaco-Monte Carlo – Menton – Ventimiglia | Sommige treinen via Marseille, Les Arcs en St Raphaël. Een trein naar Ventimiglia.                                                                       |
| TGV 9580 ICE 84 | TGV (SNCF)          | Marseille Saint-Charles – Aix-en-Provence TGV – Avignon TGV – Lyon-Part-Dieu – Chalon-sur-Saône – Besançon Franche-Comté TGV – Belfort-Montbéliard TGV – Mulhouse-Ville – Strasbourg-Ville – Baden-Baden – Karlsruhe Hbf – Mannheim Hbf – Frankfurt (Main) Hbf | |
| TGV 9800        | TGV (SNCF)          | [ Luxemburg – Thionville – Metz-Ville – Strasbourg-Ville – Mulhouse-Ville – Belfort-Montbéliard TGV – Besançon Franche-Comté TGV – Dijon-Ville – Mâcon-Ville – ] / [ Brussel-Zuid – Lille-Europe – Arras – TGV Haute-Picardie – Aéroport Charles-de-Gaulle 2 TGV – [ Champagne-Ardenne TGV – Meuse TGV – Lorraine TGV – Strasbourg-Ville ] / [ Marne-la-Vallée - Chessy – [ Massy TGV – Le Mans – [ Laval – Rennes ] / [ Angers-Saint-Laud – Nantes ] ] / [ Creusot TGV – ] Lyon-Part-Dieu – [ Avignon TGV – Marseille Saint-Charles ] / [ Montpellier-Saint-Roch – Perpignan ] ] | Dagelijkse verbinding met Montpellier en Marseille. Perpignan - Brussel tweemaal per week.                                                               |
| Eurostar 9900   | Eurostar (Eurostar) | Amsterdam Centraal – Schiphol Airport – Rotterdam Centraal – Antwerpen-Centraal – Brussel-Zuid – [ Aéroport Charles-de-Gaulle 2 TGV – Marne-la-Vallée - Chessy ] / [ Chambéry-Challes-les-Eaux – Albertville – Moûtiers - Salins - Brides-les-Bains – Aime-La Plagne – Landry – Bourg-Saint-Maurice ] / [ Valence-Rhône-Alpes-Sud TGV – Avignon TGV – Aix-en-Provence TGV – Marseille Saint-Charles ] | Via HSL. Marne-la-Vallée - Chessy 2 keer per dag. Bourg-Saint-Maurice 1 keer per week in de winter. Marseille Saint-Charles 1 keer per week in de zomer. |